# CERES (人工衛星)
CERES (フランス語: CapacitÉ de Renseignement Électromagnétique Spatiale) は、世界のあらゆる場所の電磁的情報を収集するように設計された、フランスの宇宙ベース電子偵察衛星コンステレーションである。3機の編隊飛行衛星で構成され、フランス装備総局（DGA）向けに、フランス国立宇宙研究センター（CNES）の管理下でエアバス・ディフェンス・アンド・スペース社とタレス・アレーニア・スペース社によって開発された。
2021年11月に打ち上げられた衛星は、数か月後に地球から700kmの最終軌道に到達し、2022年末までに完全な運用能力を発揮する予定であった。運用目的は、これまで陸海空のセンサーからしか得られなかった情報を収集することで、フランス軍が新しい作戦シナリオにより迅速かつ効果的に適応できるようにすることである。CERES衛星コンステレーションは24時間運用の全天候型システムであり、特に敵のレーダー、防空および指揮拠点を探知・識別し、マッピングすることができる。
CERESは、10年間の運用を経て2021年夏に軌道離脱した、4基のELISA技術実証衛星グループの後継である。

## 開発・運用史
電磁的情報の収集は、フランスにとって戦略的なツールである。CNESは、この技術を習得するためにエッサイムおよびELISA衛星を開発・運用してきた。これらの技術実証機は、CERES運用計画の骨子を作り上げた。CERESは前身と同様、近い距離で編隊を組んで飛翔する3基の衛星で構成されている。3基の衛星は地上の電磁信号を傍受し、送信者の位置を三角測量することで、レーダーや無線送信局を検出して位置を特定し、その電波特性を評価することが可能である。 エアバス・ディフェンス・アンド・スペースは、3基の衛星からなる宇宙セグメントとシステム全体との統合を担当し、タレス・アレーニア・スペースは、搭載機器から運用者の地上セグメントまでのミッションチェーン全体とシステムのパフォーマンスを担当している。また、タレスはエアバスに衛星プラットフォームを提供している。プログラムの費用は4億5,000万ユーロと見積もられている。
CERESを構成する3つの衛星は、2016年1月にアリアンスペースから発注されたヴェガロケットにより、2020年に軌道投入される予定だった。しかし、ケーシングの異常により追加作業が行われたことを受け、2019年10月に最初の衛星の打ち上げは2021年まで延期されると発表された。 打ち上げは2021年11月16日の9時27分55秒（UTC）にヴェガ VV20によって行われ、衛星は3基まとめて搭載された。完全な運用能力の獲得は2022年末までに行われると予想されていたが、ロシアのウクライナ侵攻に際して2022年春に初運用が報告されている。